# Certosino (gatto)
Il certosino, Chat de Chartreux in francese, è una razza di gatto domestico originaria della Francia.

## Le origini e la storia moderna
Il gatto certosino è una delle razze feline più antiche, è stato importato in Francia dall'Oriente presumibilmente dai crociati di ritorno dalla Terra Santa, essendo originario delle regioni montuose della Turchia e dell'Iran.
A partire dal XVI secolo si fa menzione di gatti blu-grigi che vivevano in Francia, nel 1558 il poeta Joachim du Bellay scrisse la poesia Vers Français sur la mort d’un petit chat citando il proprio gatto grigio, ma solo nel 1723 compare il nome "Chartreux/Certosino"quando Jacques Savary des Brûlons citò il "gatto certosino" nel "Dictionnaire universel de commerce". Un altro riferimento al gatto certosino si ritrova nel Systema Naturae del 1735 di Linneo, l'iniziatore della classificazione moderna delle specie viventi. Egli descrive la razza certosina con il nome di Catus coeruleus (gatto blu) considerandola quindi come una specie distinta.
Il certosino è stato allevato, in epoca moderna, a partire dagli anni trenta da Christine e Suzanne Léger che iniziarono ad allevare dei gatti blu che erano numerosi a Belle-Île-en-Mer, un'isola francese dell'Atlantico. Pochi anni dopo la loro gatta Nora fu dichiarata all'esposizione di Parigi "il più bel gatto certosino del mondo". Nello stesso periodo si è sviluppato un allevamento di gatti blu nella zona del massiccio centrale francese, con alcune caratteristiche fisiche differenti. Questi ultimi erano infatti decisamente più robusti di quelli di origine atlantica.
Al termine della Seconda Guerra Mondiale il numero di gatti certosini era estremamente ridotto, allo stesso modo di quello dei gatti di razza British Shorthair blu. Furono così effettuati numerosi incroci tra le due razze fino a portare la FIFe a creare un unico standard condiviso per Chartreux e British. Negli anni settanta del novecento, grazie all'opera di Jean Simonnet e di altri allevatori francesi, la FIFe tornò a considerare le due razze come distinte vietando ogni ulteriore incrocio. 
In Italia i primi gatti certosini furono introdotti da Giorgio Tonelli, che dopo lunghe ricerche in Francia portó in Italia Cervin ed Electron de Labelrousse; dall'unione di Cervin con Caterina di Gioel, nel 1988 nacque la prima cucciolata italiana di certosini.

## Il carattere
Il certosino è molto affettuoso, estremamente legato alla sua famiglia e con una forte personalità. È un gatto molto leale e la sua maturità si dimostra fin dalla tenera età: infatti è equilibrato, si affeziona alla famiglia e non alla casa, per cui accetta ben volentieri gli spostamenti. Non tende a essere territoriale, dunque si relaziona facilmente con altri animali domestici. È attivo ed estroverso, si concede facilmente ai giochi, ma è lui a scegliere da chi farsi coccolare. Di natura comunque indipendente, accetta le coccole, ma non gradisce essere preso in braccio o essere "strapazzato"; vi farà capire lui quando è in vena affettuosa o meno. Tende a legarsi di più a un membro della famiglia in particolare, tant'è che accompagna volentieri a passeggio il suo padrone e lo segue per casa, prestando molta attenzione a tutto ciò che fa. Come tutti i gatti ama il calore, quindi d'inverno gradisce molto dormire ai piedi del letto del suo padrone, svolgendo così anche la sua funzione di gatto da guardia.

## La corporatura

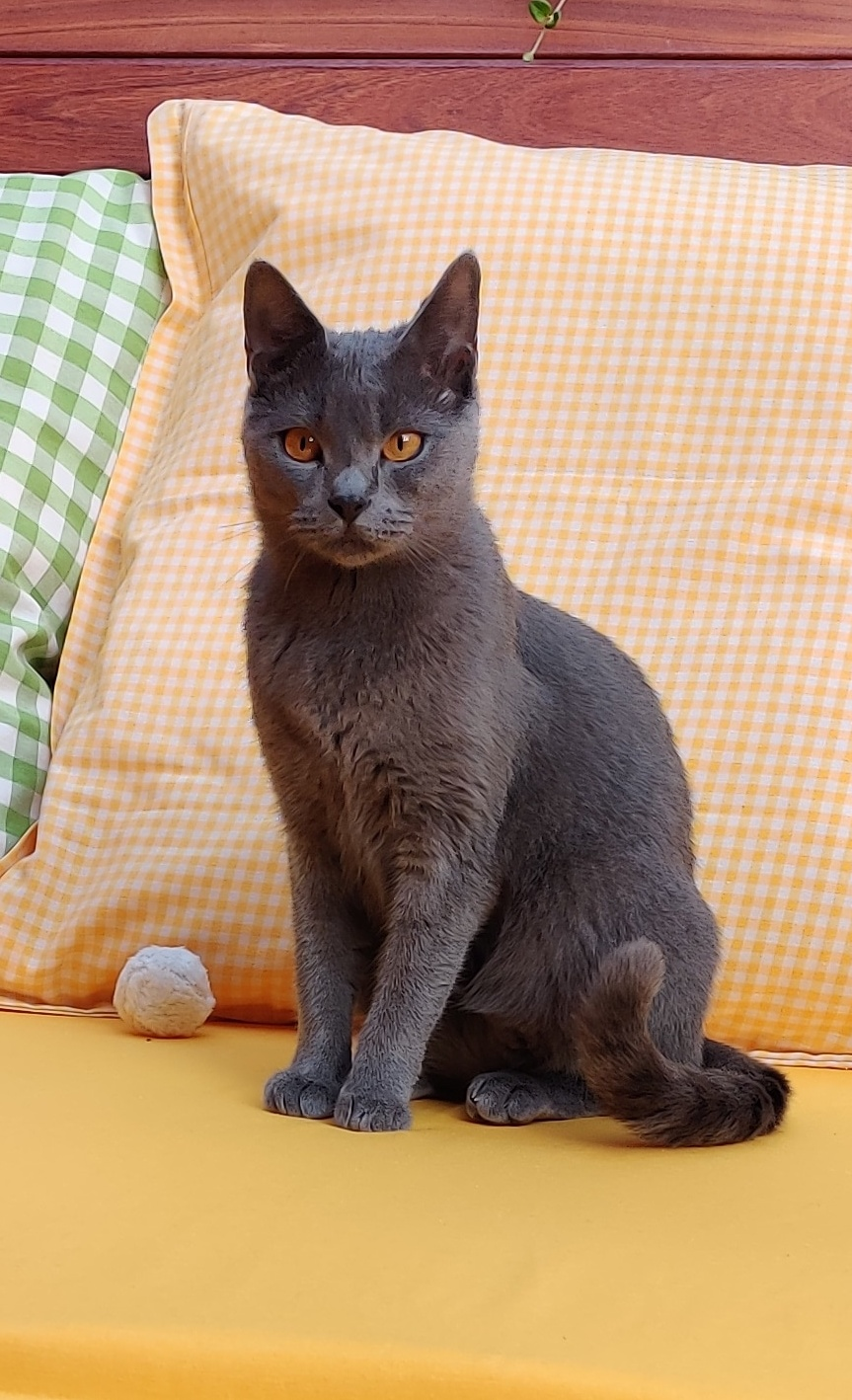
Gatta certosina femmina, ca. 2 anni d'età.

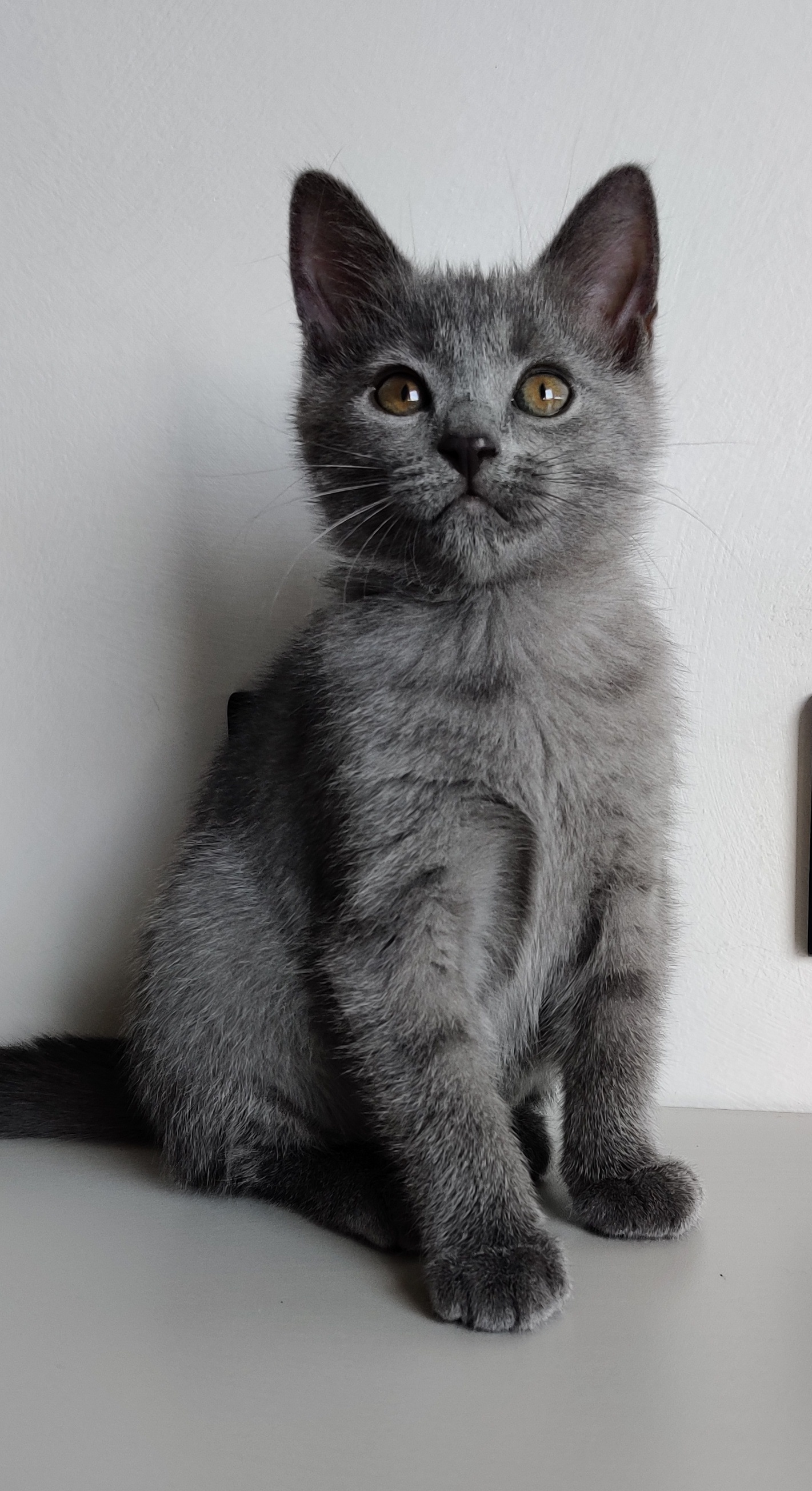
Cucciolo femmina di certosino, ca. 3 mesi d'età.

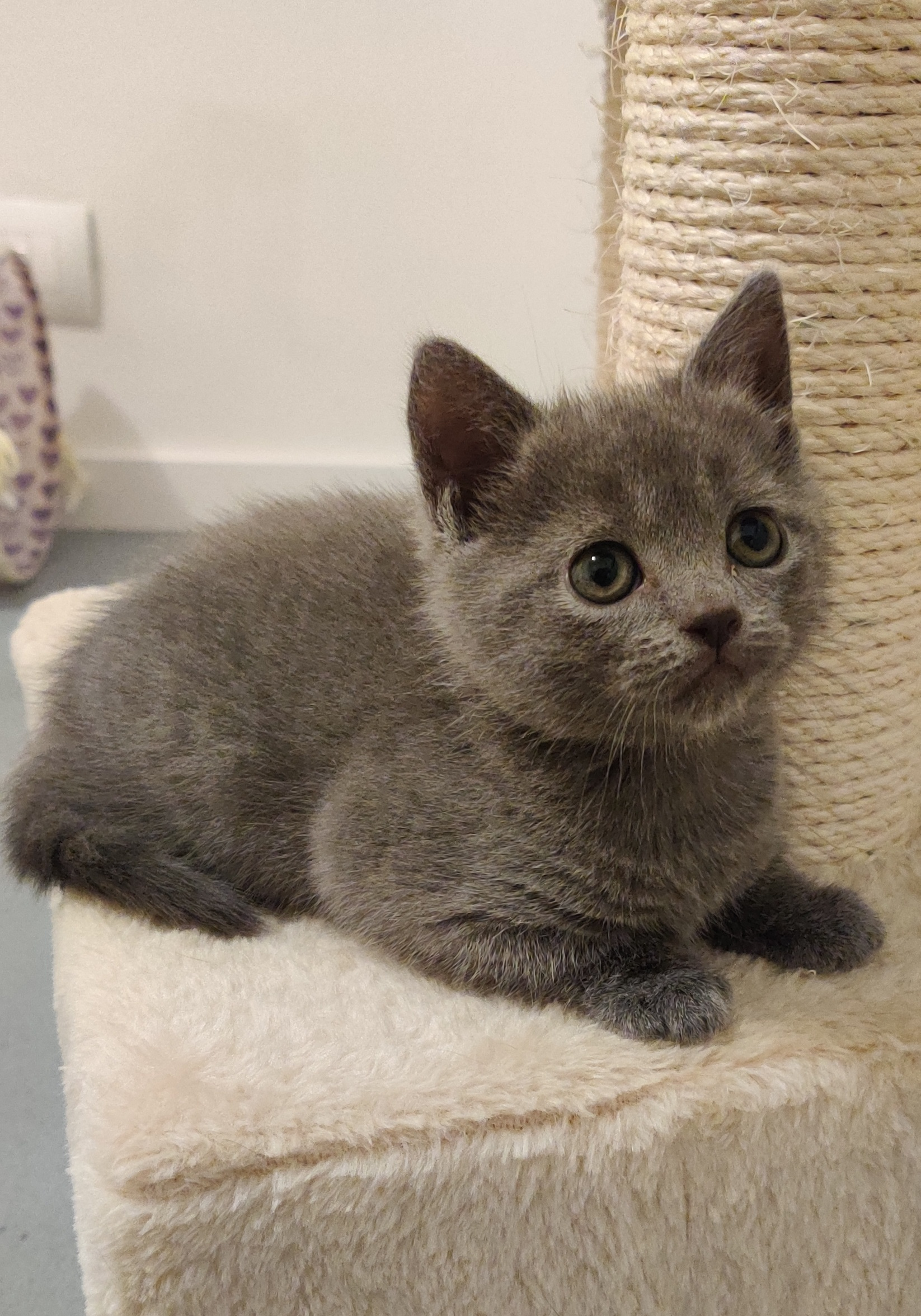
Cucciolo femmina di certosino, ca. 1 mese d'età.

Massiccio e robusto, si nota un marcato dimorfismo tra la femmina e il maschio: la prima, di indole più indomita e attiva, raggiunge pesi e dimensioni tipiche del gatto domestico (altrimenti noto come gatto europeo); il maschio può invece raggiungere pesi e dimensioni considerevoli, fino ai 7-8 kg e oltre.
Spesso viene descritto come "patata sugli stuzzicadenti", il certosino ha un corpo robusto, spalle larghe e un petto robusto, il tutto completato da zampe medio-corte, con ossa fini.

## Il mantello
Il pelo è liscio, grigio riflessato di blu e può avere sfumature che variano dal color cenere fino al color ardesia. Tutte le tonalità sono ammesse nello standard di razza, ma la più apprezzata è il grigio-argentato chiaro. Ai raggi del sole il mantello, per un fenomeno di rifrazione, assume sfumature di colore azzurro-viola. Secondo lo standard non deve esistere differenza di tonalità tra mantello e sottopelo: il mantello deve apparire uniforme senza ombreggiature, mentre la presenza di riflessi bruno-rossi, le picchettature o la presenza di peli bianchi sono considerati dei difetti. Alla nascita il pelo del cucciolo di certosino è striato, ma nei primi mesi di vita le striature tabby sbiadiscono lasciando il caratteristico e uniforme colore blu sul mantello.
Gli occhi sono sempre di colore giallo oro.

### Il gene del pelo lungo
Fino al recentissimo passato – vi sono testimonianze ancora negli anni settanta e ottanta – i certosini sono stati incrociati con soggetti di altre razze come il British Shorthair, il Siamese e non ultimo il Persiano per svariati motivi come il rischio d'estinzione della razza (in tempo di guerra questi gatti venivano mangiati perché muscolosi e con il loro folto pelo doppio e lanoso s'imbottivano i cappotti), o la correzione a un colore più intenso degli occhi, oppure ancora per evitare il rachitismo dovuto alla forte consanguineità dei soggetti. Proprio a causa dell'ibridazione con il Persiano non è raro trovare ancora oggi nelle cucciolate moderne un piccolo con pelo lungo invece che quello comune medio corto, dato che ci sono ancora tanti riproduttori portatori del gene recessivo LH che non sono stati testati. Negli Stati Uniti, ad esempio, il gene recessivo portatore del pelo lungo è stato introdotto con Ixion de Guerveur nel 1973, un bel gatto portatore che veniva direttamente da Belle-Île-en-Mer, l'isola francese al largo della costa della Bretagna sulla quale le sorelle Léger negli anni trenta hanno incominciato a selezionare la razza Chartreux. Ixion era fratello di Ingrid de Guerveur, soggetto importante per il programma riproduttivo di Jean Simmonet, l'appassionato allevatore che col suo "Club du chat de Chartreux" ha salvato la razza certosina e ha fatto in modo che essa tornasse ad avere il suo standard riconosciuto e separato da quello del British Shorthair.
Il gene recessivo del pelo lungo dunque non ha nulla a che vedere con malattie e nemmeno con riproduttori difettosi o che hanno problemi di salute, anzi, lo si può riscontrare con una certa frequenza anche nelle linee di sangue ritenute migliori per i motivi sopra descritti. Nulla è altresì ascrivibile all'allevatore a cui accade questa cosa, non essendo lui il responsabile per le scelte, spesso motivate, operate da altri cinquant'anni prima.
La moderna ricerca genetica ha evidenziato che il gene che determina il pelo lungo è di tipo recessivo e molto comune, quindi un gene debole, cioè che per avere un effetto visibile sull'aspetto del gatto (cucciolo a pelo lungo) deve essere portato e trasmesso da entrambi i genitori, ma proprio grazie alla sua debolezza può restare latente, dunque non visibile, per parecchie generazioni per poi palesarsi all'improvviso magari solo in un cucciolo di una cucciolata e non ogni volta che viene ripetuto lo stesso accoppiamento. Quindi, anche riproduttori con pelo in standard e di fenotipo corretto possono essere portatori del gene recessivo del pelo lungo (questo gene non è visibile, non si palesa, se presente da solo nel corredo cromosomico) e dato che esso non si manifesta con regolarità matematica a ogni cucciolata anche dello stesso accoppiamento per scoprirlo è necessario fare analizzare un campione di sangue del gatto. Fortunatamente a oggi – impensabile negli anni settanta – è possibile sottoporre i propri riproduttori a un'analisi specifica e affidabile, seppure ancora costosa e non disponibile in tutti i laboratori, per verificare se e quali soggetti sono portatori del gene recessivo del pelo lungo.

## In letteratura
- Saha è la gatta certosina protagonista del romanzo breve di Colette La gatta;
- Kirin, Petris, Ocha e Mizu, quattro certosini dell'allevamento Des Bleus D'yttrium sono i protagonisti del romanzo I gatti della scrittrice di Muriel Barbery.